# Alginet
Alginet ist eine Gemeinde in der spanischen Provinz Valencia. Sie befindet sich in der Comarca Ribera Alta.

## Geografie
Das Gemeindegebiet von Alginet grenzt an das der folgenden Gemeinden: Alfarp, Algemesí, Almussafes, Benifaió, Carlet, Guadassuar und Sollana, die alle in der Provinz Valencia liegen.

## Demografie
| 1842  | 1900  | 1930  | 1950  | 1970   | 1981   | 1991   | 2001   | 2011   |
| ----- | ----- | ----- | ----- | ------ | ------ | ------ | ------ | ------ |
| 1.893 | 4.916 | 6.201 | 7.403 | 10.297 | 11.468 | 11.645 | 11.947 | 13.607 |

## Wirtschaft
Die Landwirtschaft, traditionell der wichtigste Wirtschaftssektor, hat allmählich dem sekundären und tertiären Sektor Platz gemacht. 